# Adenine
Adenine is een van de nucleobasen in DNA en RNA. De stof komt voor als een toxisch wit tot lichtgeel kristallijn poeder.

## Synthese
Adenine kan bereid worden door middel van Lord-Todd-synthese met formamidine en fenylazomalonnitril.
Het kan ook als pentameer (5 adenine-eenheden aan elkaar gekoppeld) bereid worden.
In levende cellen (biosynthese) omvat het purinemetabolisme de vorming van adenine en guanine. Zowel adenine als guanine zijn afgeleid van het nucleotide inosinemonofosfaat (IMP), dat wordt gesynthetiseerd van de grondstof ribosefosfaat in een complexe reactieketen met atomen afkomstig van de aminozuren glycine, glutamine en asparaginezuur.

## Biochemische functies

### DNA en RNA
Samen met thymine, cytosine en guanine wordt deze base in een DNA-keten gebonden. Adenine kan twee waterstofbruggen vormen met thymine. Door deze twee bruggen is DNA met veel adenine en thymine naar verhouding minder stabiel dan DNA met veel cytosine en guanine, die drie waterstofbruggen vormen. In RNA wordt adenine door 2 waterstofbruggen gebonden aan uracil.
Adenine en guanine worden purines genoemd.
Adenine vormt adenosine bij binding met ribose en desoxyadenosine bij binding met desoxyribose.

### Overige
In oude (wetenschappelijke) teksten werd adenine soms vitamine B4 genoemd. Het wordt tegenwoordig niet langer beschouwd als vitamine, noch maakt adenine deel uit van het vitamine B-complex. Niettemin binden twee B-vitamines, nicotinezuur (vitamine B3) en riboflavine (vitamine B2), met adenine om respectievelijk de essentiële cofactoren nicotinamide-adenine-dinucleotide (NADH) en flavine-adenine-dinucleotide (FAD) te vormen.